# Azra Hadzic
Azra Hadzic (Box Hill, 26 november 1994) is een voormalig tennisspeelster uit Australië. Haar ouders kwamen uit Bosnië. 
Ze begon op zevenjarige leeftijd met tennis. Zij speelt rechtshandig en heeft een tweehandige backhand. Zij was actief in het proftennis van 2009 tot en met 2014.
In 2009 speelde ze haar eerste ITF-toernooi. In 2012 volgde haar WTA-debuut op het kwalificatietoernooi van het Tennistoernooi van Sydney 2012, maar zij slaagde er nooit in om zich te kwalificeren voor een hoofdtoernooi op de WTA-tour. In 2013 won ze het ITF-toernooi van Cairns (Australië), haar enige titel.

## Posities op deWTA-ranglijst
Positie per einde seizoen:
| jaar | rang enkelspel | rang dubbelspel |
| ---- | -------------- | --------------- |
| 2014 | 774            | 1013            |
| 2013 | 340            | 528             |
| 2012 | 438            | 575             |
| 2011 | 754            | 703             |
| 2010 | 735            | 1047            |

## Resultaten grandslamtoernooien
| Legenda | Legenda                          |
| ------- | -------------------------------- |
| g.t.    | geen toernooi gehouden           |
| l.c.    | lagere categorie                 |
| –       | niet deelgenomen                 |
| G       | uitgeschakeld in de groepsfase   |
| 1R      | uitgeschakeld in de eerste ronde |
| 2R      | uitgeschakeld in de tweede ronde |
| 3R      | uitgeschakeld in de derde ronde  |
| 4R      | uitgeschakeld in de vierde ronde |
| KF      | uitgeschakeld in de kwartfinale  |
| HF      | uitgeschakeld in de halve finale |
| F       | de finale verloren               |
| W       | het toernooi gewonnen            |
| w-v     | winst/verlies-balans             |

### Vrouwendubbelspel
| Toernooi        | 2014 |
| --------------- | ---- |
| Australian Open | 1R   |
| Roland Garros   | –    |
| Wimbledon       | –    |
| US Open         | –    |